# 源雅行
源 雅行（みなもと の まさゆき、仁安3年（1168年） - 没年不詳）は、鎌倉時代の公家。大納言・源定房の長男。官位は従三位・左近衛中将。

## 経歴
安元2年（1176年）後白河法皇の五十御賀の童舞を務め胡飲酒を舞う。その舞は大変すばらしく、見るものは涙を流したという（藤原隆房）。
治承元年（1177年）従五位下に叙爵し、治承3年（1179年）侍従に任官する。寿永元年（1182年）右近衛少将に任ぜられると、寿永2年（1183年）正五位下、文治元年（1185年）従四位下、建久元年（1190年）従四位上、建久2年（1191年）正四位下と後白河院政期末にかけて近衛少将を務めながら昇進する。またこの間に以下の事件を起こしている。
- 文治元年（1185年）豊明節会の御前試の夜に侍従・藤原定家を馬鹿にして濫吹に及んだところ、怒った定家により脂燭で顔を殴られる[2]。
- 文治4年（1188年）長経（姓不明）とともに比叡小五月会の陪膳を無断欠勤し処分される[3]。

建久5年（1194年）右近衛中将に任ぜられると、中将を20年近く務めたのち、後鳥羽院政期半ばの建暦3年（1213年）従三位に叙せられ公卿に列した。
その後は、後鳥羽上皇・後高倉院の前で胡飲酒を舞ったほかは、諸記録に活動が見られなくなる。嘉禄2年（1226年）6月に子息の親行と娘（七条院高倉局の娘で松殿基忠の妻）を六条朱雀にて斬首する事件を起こす。雅行の邸宅に強盗が入ったため青侍が捕らえて見ると跡継ぎたる親行だった、あるいは、親行が妹と近親相姦したために父に背くことになった、との噂があったという。この事件により関白・近衛家実から所領を没収され、8月には衾宣旨を受けて京都から追放された。
嘉禎2年（1236年）10月8日出家。

## 官歴
『公卿補任』による。
- 安元2年（1176年） 日付不詳：殿上小舎人（法皇五十御賀、舞胡飲酒）
- 治承元年（1177年） 10月27日：従五位下
- 治承3年（1179年） 正月19日：侍従
- 養和元年（1181年） 正月5日：従五位上（父平野大原野行幸行事賞譲）
- 寿永元年（1182年） 3月9日：右近衛少将
- 寿永2年（1183年） 正月22日：兼備後介。4月9日：正五位下
- 文治元年（1185年） 正月6日：従四位下、少将如元
- 文治4年（1188年） 正月21日：兼丹波介。7月17日：服解（父）。8月20日：復任
- 建久元年（1190年） 正月5日：従四位上
- 建久2年（1191年） 2月1日：正四位下
- 建久5年（1194年）正月30日：右近衛中将
- 建久6年（1195年） 2月2日：兼尾張介
- 建久9年（1198年） 正月19日：左近衛中将
- 建仁元年（1201年） 正月29日：兼備後介
- 建暦2年（1212年） 6月20日：復任（母）
- 建暦3年（1213年） 正月13日：従三位、元左中将
- 嘉禄2年（1226年） 8月28日：追放[8]
- 嘉禎2年（1236年） 10月8日：出家

## 系譜
『尊卑分脈』による。
- 父：源定房
- 母：藤原家成の娘
- 妻：藤原教子（高倉院督典侍）[9]ー三条実綱の娘
- 生母不詳の子女
  - 男子：源親行
  - 男子：能雅
  - 男子：源保行